# Vildagliptina
Vildagliptina (LAF237, também conhecido pelos nomes comerciais Galvus e Jalra) é um fármaco utilizado pela medicina no tratamento da diabetes mellitus tipo 2. É a primeira substância, de uma nova classe de medicamentos que elevam a concentração de incretina.

## Administração
Sozinha ou combinada com metformina ou uma sulfonilureia em adultos recomenda-se doses de 50 mg a cada 12h (máximo 100mg/dia).

## Contraindicações
Hipersensibilidade, insuficiência hepática e gravidez (categoria C). Provavelmente passa a leite materno. Nao serve para diabetes tipo 1. Nao foi testado em crianças.

## Mecanismo de ação
O medicamento é um inibidor da dipeptidil dipeptisase-4 (DPP-4), a enzima que degrada a incretina. Com a enzima inibida a quantidade de incretina aumenta com o tempo. As incretinas, como o peptídeo semelhante a glucagon 1 (GLP-1), regula a secreção de glucagon e de insulina de acordo com a quantidade de glicose no sangue.
A vildagliptina atua nas células alfa e beta do pâncreas. A sua utilização não é vinculada a efeitos colaterais como ganho de peso, hipoglicemia e edema.

## Efeitos colaterais
Os mais frequentes (mais de 0,1%) foram:
- Náusea
- Hipoglicemia
- Tremores
- Fraqueza
- Dor de cabeça
- Edema periférico (pernas inchadas)
- Obstipação

Os efeitos colaterais são mais frequentes em combinações de medicamentos.

## Interações medicamentosas
Não é metabolizado pelo citocromo P450, então tem poucas interações medicamentosas. No entanto, seu efeito é reduzido por tiazidas, corticosteroides, hormonas tiroideas y simpaticomiméticos.